# Локомотив ВХЛ
«Локомоти́в» ВХЛ (официальное название просто «Локомотив») — команда по хоккею с шайбой из Ярославля, выступавшая в ВХЛ с 12 декабря 2011 года по 25 апреля 2013 года; фарм-клуб ярославского «Локомотива». Домашняя площадка — УКРК «Арена 2000», также матчи проходили в ДС «Торпедо».

## История
7 сентября 2011 года основная команда ярославского хоккейного клуба «Локомотив», выступавшая в Континентальной хоккейной лиге, погибла в авиакатастрофе. Было принято решение, что «Локомотив» не будет участвовать в сезоне КХЛ 2011/2012, а вернётся в состав главной лиги страны в следующем сезоне. В сезоне же 2011/2012 «Локомотив» создал на основе своей молодёжной команды «Локо» и приглашённых по особому регламенту молодых хоккеистов из других клубов команду для выступления в Высшей хоккейной лиге — второй по силе в стране. Главным тренером новой команды был назначен Пётр Ильич Воробьёв, до этого работавший с молодёжной командой.
Свой первый матч в ВХЛ «Локомотив» сыграл 12 декабря 2011 года против альметьевского «Нефтяника». Тогда подопечные П. И. Воробьёва уверенно на своём родном льду разгромили альметьевский клуб со счётом 5:1. Всего «Локомотив» в Регулярном Чемпионате ВХЛ 2011/2012 годов провёл 22 матча и заработал 42 очка. Что касается плей-офф, то ярославцы успешно прошли в 1/2 финала Западной Конференции, обыграв на первой стадии розыгрыша Кубка-Братины питерский ХК ВМФ со счётом 3:2 в серии. Дальше команде из Ярославля пройти не удалось и они вылетели из плей-офф после поражения пензенскому «Дизелю» в серии со счётом 3:2.
Вернувшись в КХЛ, ярославский клуб решил оставить команду с названием «Локомотив» и в Высшей хоккейной лиге.
В межсезонье-2012 «Локомотив» ВХЛ провёл 12 матчей, из них 4 товарищеских, 4 — на кубок губернатора Тверской области, и ещё 4 — на Кубок «Дизеля». В товарищеских играх ярославцы добились 3 побед и 1 поражения; в кубке губернатора Тверской области «Локомотив» ВХЛ победил во всех 3 турах, но проиграл в финале; а Кубок «Дизеля» ярославский клуб забрал с собой в Ярославль, одержав победу во всех 3 турах и победив в финале воронежский «Буран».
В 2013 году руководство ярославского клуба приняло решение не выставлять свою команду для участия в чемпионате Высшей хоккейной лиги (ВХЛ), т. к. содержание клубом сразу трёх команд — в ВХЛ, Континентальной хоккейной лиге и МХЛ было признано руководством клуба нерентабельным. Поэтому Локомотив-ВХЛ был расформирован.

## Статистика
| Сезон   | Команда | Регулярный сезон | Регулярный сезон | Регулярный сезон | Регулярный сезон | Регулярный сезон | Регулярный сезон | Регулярный сезон | Регулярный сезон | Регулярный сезон | Регулярный сезон | Регулярный сезон | Плей-офф | Плей-офф | Плей-офф | Плей-офф | Плей-офф | Плей-офф | Плей-офф | Плей-офф                                                                 |
| Сезон   | Команда | Место            | И                | В                | ВО               | Н                | ПО               | П                | О                | ЗШ               | ПШ               | И                | В        | ВО       | Н        | ПО       | П        | ЗШ       | ПШ       | Результат                                                                |
| ------- | ------- | ---------------- | ---------------- | ---------------- | ---------------- | ---------------- | ---------------- | ---------------- | ---------------- | ---------------- | ---------------- | ---------------- | -------- | -------- | -------- | -------- | -------- | -------- | -------- | ------------------------------------------------------------------------ |
| 2011/12 | 2011/12 | 3                | 22               | 13               | 0                | 0                | 3                | 6                | 42               | 68               | 47               | 10               | 4        | 1        | 0        | 2        | 3        | 20       | 19       | Выиграли в 1/8 финала 3:2 у ХК ВМФ. Проиграли в 1/4 финала 2:3 «Дизелю». |

## Достижения
- Кубок «Дизеля» — 2012.